# Karin Mensah
Karin Mensah (Dakar, Senegal, 8 de març de 1965) és una cantant capverdiana el gènere favorit de la qual és el jazz i la música tradicional de l'Àfrica occidental. És pedagoga musical i ha estat fundadora i directora de l'Acadèmia d'Educació Superior a Verona, Itàlia, des del 2004.

## Biografia
Karin Mensah va néixer a Dakar, Senegal, en la comunitat de capverdians senegalesos. El 1975 va ingressar a l'Escola d'Art Dakar per a la Dansa i la Cançó i va començar a cantar professionalment en teatre i televisió a partir dels 11 anys. El seu pare va influir en ella, ja que gaudia de la música clàssica i, tot i que era un gènere inusual a l'Àfrica, va créixer escoltant Beethoven i òpera.
Després d'acabar la seva formació universitària, es va traslladar a París i va estudiar a la Universitat de París X-Nanterre, es va llicenciar en llengües modernes el 1988. Va completar els seus estudis de postgrau a l'Orff Institute de Salzburg en un programa ofert en col·laboració amb la Società Italiana di Musica Elementare Orff-Schulwerk de Verona per aprendre metodologia educativa utilitzant l'enfocament Orff. Simultàniament, va estudiar teoria de la música al Conservatori Evaristo Felice Dall'Abaco (també conegut com a Conservatori de Verona) i va cantar amb Rita Orlandi Malaspina i G. Mastiff; es va graduar el 1991. Posteriorment, va completar alguns cursos de cant, inclòs el cant introductori al Conservatori Francesco Antonio Bonporti de Riva del Garda (1991), cant bàsic amb el maestro Rossi Castellani al Conservatori Cesare Pollini de Pàdua (1993), i tècnica vocal amb Niranjan Jhaveri a l'Institut Vocal Jazz-Índia a Mumbai (1998).

## Carrera
Després d'acabar l'escola, Mensah va enregistrar diverses cançons en diversos gèneres com blues, chanson, funk, jazz, llatí, i l'estil tradicional morna de Cap Verd. Alguns d'aquests primers treballs són Morna de Cabo Verde (Azzurra, 2000), La vie en rose... et les plus grandes chansons françaises (Demetra, 2002); "Ayo", cantada en wòlof en la col·lecció Salsa Mundo, Cabo Verde (Azzurra, 2002), i Souvenirs de Paris (Brisa, 2005). Va participar en el projecte humanitari Capo Verde Terra D'Amore, compilació de diversos artistes en sèries de cinc CD, els beneficis dels quals foren donats al Programa Mundial d'Aliments (WFP). Tots els artistes implicats en el projecte van treballar gratuïtament perquè els ingressos poguessin anar directament a l'ajuda africana. Fora d'aquest projecte, Mensah va crear un altre disc, Orizzonti, en el qual va cantar les cançons tradicionals de Cap Verd en italià. El 2014, va llançar Lelio Swing basada en la música de Lelio Luttazzi. Va treballar amb altres artistes italians en l'àlbum, traduint les versions de cançons franceses i afegint ritmes llatins.
Mensah també va començar a ensenyar a estudiants i a escriure un llibre sobre instrucció musical. El seu primer llibre va ser anomenat L'Arte di Cantare i es va publicar el 2001 per tractar les llacunes en l'educació. Molts dels seus alumnes havien estudiat durant dècades i sentien que mai havien après la respiració adequada i altres tècniques, per la qual cosa va recollir les seves inquietuds i va crear lliçons al seu llibre per a estudiants de música moderna. El 2004 funda i es converteix en directora de l'Accademia Superiore di Canto a Verona, Itàlia. L'escola té un acord de cooperació amb l'Acadèmia de Música de Verona perquè els estudiants puguin obtenir credencials d'ensenyament. A més dels cursos de música tradicional en una varietat de gèneres, l'escola també ofereix un treball amb un terapeuta del llenguatge per millorar la dicció. Mensah va reconèixer la importància d'aquest tipus d'estudis interdisciplinaris perquè havia de lluitar amb l'aprenentatge de les llengües i la tècnica quan va emigrar d'Àfrica.
Va ser membre del jurat del programa de televisió de Canale 5 Amici de Maria de Filippi, que buscava nous talents de cant. Pel mateix temps, va ampliar el seu llibre anterior i va publicar una nova edició amb un editor diferent. L'exposició creada a partir del programa de televisió va impulsar les vendes del llibre i va arribar al tercer manual d'ensenyament italià més venut el 2009. Va crear el Festival Pop de Verona el 2012.

## Discografia
- Morna de Caboverde, Azzurra Music, 2000
- La Vie en Rose & Les Plus Belles Chansons Françaises, Edm, 2001
- Caboverde, Azzurra Music, 2002
- La Premiere Heure, Azzurra Music, 2003
- Soul Eternity, Azzurra Music, 2003
- Jazz Band, Azzurra Music, 2010
- Orizzonti, Egea Music, 2013

## Publicacions
- L'arte di cantare: elementi di tecnica vocale applicata al canto jazz, leggero, rock (en italià).  Colognola ai Colli, Italia: Demetra, 2001. OCLC 636492149.
- L'arte di cantare: manuale pratico di canto moderno. Tecnica vocale applicata al canto pop, jazz, soul, rock, blues, gospel (en italià).  Milano, Italia: Volontè & Co., 2009. ISBN 978-8-863-88086-1.